# Nicolas Sarkozy : Le Manuel vaudou
Pour l'homme politique français, voir Nicolas Sarkozy. Pour les autres articles homonymes, voir Sarkozy (homonymie).
Nicolas Sarkozy : Le Manuel vaudou est un ouvrage humoristique de Yaël Rolognese paru en France début octobre 2008 chez K&B Éditeurs. Il contient une biographie satirique du président de la République française d'alors, Nicolas Sarkozy, ainsi qu'une poupée vaudou représentant le chef d'État et un lot de douze aiguilles d’acupuncture. 
Nicolas Sarkozy intente une action en justice en vue de faire cesser la publication du livre. Fin octobre 2008, les juges autorisent la vente de l'ouvrage en invoquant le droit à la caricature.
M. Sarkozy saisit la Cour d'appel qui confirme fin novembre 2008 l'autorisation de commercialisation tout en imposant sur chaque emballage un autocollant indiquant qu'utiliser les aiguilles jointes au livre est une « atteinte à la dignité » quand bien même « le mal physique serait-il symbolique ».
Cette opération judiciaire suscite une importante couverture médiatique qui créé un effet Streisand en formant une publicité pour l'ouvrage. Celui-ci ainsi que la version consacrée à Ségolène Royal, principale concurrente de Nicolas Sarkozy à l'élection présidentielle française de 2007, sont devenus des best-sellers à la fin de l'année 2008.